# Річки Кіровоградської області
Кіровоградська область є континентальною і всі її річки належать до басейну Чорного моря. Вони є притоками двох великих річок України: Дніпра і Південного Бугу. Всього в області 438 річок, у тому числі завдовжки понад 10 км — 120, понад 25 км — 45.

## Дніпро
Дніпро — Світловодськ, Деріївка
- Тясмин — права; Соснівка, Бірки, Олександрівка, Велика Андрусівка
  - Бовтиш — ліва; Бовтишка, Івангород
    - Сухий Тясмин — права; Красносілля, Соснівка

  - Гнилий Тясмин — права; Бірки, Вищі Верещаки,
  - Осотянка — права; Стара Осота, Нова Осота
  - Мокрий Ташлик (Гнилий Ташлик) — ліва; Оситняжка
    - Сухий Ташлик — права; Красносілка

  - Чутка — права; Юхимове
- Цибульник — права; Іванківці, Глинськ, Григорівка, Микільське, місто Світловодськ
- Омельник — права; село Павлиш, Онуфріївка
- Інгулець — права; Гайдамацьке, Михайлівка, Цибулеве, Дмитрівка, Диківка, Ясинуватка, місто Олександрія, Марто-Іванівка, Звенигородка, Новий Стародуб, Інгулецьке, Чечеліївка, Петрове, Іскрівка
  - Сріблянка — ліва; Дмитрівка
  - Березівка — ліва; Захарівка
  - Березовець (притока Інгулця) — ліва
  - Кам'янка — ліва; Червона Кам'янка, Куколівка
    - Суха Кам'янка — права; на правій притоці Олександрівка

  - Вовнянка (притока Інгулця) — ліва; , Новий Стародуб, Щасливе
  - Бешка — права; Володимирівка, Мошорине, Нова Прага, Олександрійське, Головківка, Новий Стародуб.
    - Мурзинка — права; Нова Прага
    - Вакурина — права; Нова Прага

  - Верблюжка — права; Верблюжка, Спасове, Чечеліївка.
    - Суха Верблюжка — ліва, Спасове.

  - Зелена — ліва; Зелене
  - Жовта — ліва; Ганнівка
  - Бокова — права; Варварівка, Бокове, Гурівка
    - Боковенька — права; Братолюбівка, Олександрівка
      - Весела Боковенька — права; Василівка
      - Лозуватка — права; у верхів'ях місто Долинська, Олександрівка

  - Висунь — права; Марфівка

## Південний Буг
Південний Буг — Завалля, Чемерпіль, Сабатинівка,
- Синиця — ліва; Вільхове, Великі Трояни, Йосипівка, Благовіщенське, Кам'яний Брід, Сабатинівка
- Синюха — ліва; Скалева, Новоархангельськ, Тернівка, Добрянка, Вільшанка
  - Велика Вись — ліва; Каніж, Панчеве, Мартоноша, Кам'янка, Костянтинівка, Новомиргород, Коробчине, Петроострів, Надлак, Кальниболота, Скалева
    - Розливна — права; Капітанівка, Тишківка, Костянтинівка
    - Гептурка — права; Турія, Листопадове, Новомиргород

  - Кам'янка — права; Кам'янече, Свердликове
  - Порговиця — ліва; Скалівські Хутори, Новоархангельськ
  - Кагарлик — ліва; Гаївка
  - Тернівка — ліва; Мартинівка, Тернівка
  - Ятрань — права; Перегонівка
  - Сухий Ташлик — ліва; Добрянка
  - Чорний Ташлик — ліва; Червона Поляна, Піщаний Брід
    - Ташлик — ліва;
      - Шута — права;
      - Печена — права;

    - Лозуватка — ліва;
    - Грузька — ліва;
    - Помічна — ліва; Мала Помічна, Помічна,
    - Плетений Ташлик — права;
- Велика Корабельна — ліва; Миколаївка
- Мертвовод — ліва; Витязівка
  - Лозуватка — права; Павлогірківка
  - Кам'яно-Костувата — права; Варварівка
- Гнилий Яланець — ліва; Миколо-Бабанка, Буховецьке
- Інгул — ліва; Родниківка, Оситняжка, Велика Северинка, місто Кропивницький, Первозванівка, Клинці, Калинівка, Тарасівка, Інгуло-Кам'янка
  - Крутоярка — ліва; Букварка, Оситняжка
  - Кривохоткива (Кандаурівські Води) — ліва; Підлісне, Велика Северинка
  - Мамайка — ліва; Високі Байраки, Підгайці
  - Созонівка — ліва; Созонівка
  - Грузька — права; Грузьке, Обознівка
    - Водяна — ліва; Олексіївка, Обознівка
    - Осикувата — ліва; Осикувате, Обознівка

  - Сугоклія Каменувата — права; Соколівське, місто Кропивницький
    - Коноплянка — права; Ганнинське
    - Лозуватка — права; Федорівка

  - Писарівка — ліва; Бережинка, Клинці
  - Аджамка — ліва; Суботці, Аджамка, Інгульське, Покровське
    - Сріблянка — права; Казарня, Суботці
    - Чорна — ліва; Нововолодимирівка, Аджамка

  - Ринок — права; Калинівка
  - Вошива — права; Мар'ївка, Сасівка
  - Кам'янка — ліва; на правій притоці село Митрофанівка, Вершино-Кам'янка, Кам'янець, Інгуло-Кам'янка
  - Сугоклія (Сугоклій) — права; Нечаївка, Софіївка, місто Бобринець, Олексіївка
    - Комишувата Сугоклія — ліва; Червоновершка, Компаніївка
    - Бобринець — права; місто Бобринець

  - Березівка — ліва; на лівій притоці Новоігорівка, Молодіжне, Новогригорівка Перша, Устинівка, на лівій притоці Криничне, Березівка
  - Сагайдак — ліва; Докучаєве
  - Громоклія (Громоклея) — права; Кетрисанівка
    - Богодушна — права; Новоградівка